# Iglesia de Nuestra Señora de la Concepción (Valverde)
La Parroquia Matriz de Nuestra Señora de la Concepción, en el término municipal de Valverde, isla de El Hierro (Canarias, España) es un edificio de un barroco peculiar sobre un gusto clasicista propio del siglo XVIII, iniciándose su edificación en 1767 y concluyendo en 1820. Es la parroquia matriz de la villa de Valverde y de toda la isla de El Hierro.

## Características
El templo es de planta rectangular, dividida en tres naves con cubierta a cuatro aguas de teja francesa o plana, y teja curva o árabe. En la nave central se sitúa el campanario y en la cabecera de esta nave central encontramos un ábside de planta cuadrada al que se le adosan dos sacristías laterales. 
En la fachada principal, la nave central se adelanta y en ella se abre un gran arco de medio punto realizado en cantería, sobre el que se eleva la torre. Esta es de planta cuadrada y consta de dos cuerpos, un primer cuerpo en el que se abren varios vanos de diferentes dimensiones y un segundo cuerpo compuesto por el campanario, siendo este de planta octogonal en el que se abren cuatro arcos de medio punto, en cuyo interior se disponen las campanas. Este segundo cuerpo está rematado por una pequeña cúpula de influencia mudéjar en la que aparece como remate la imagen de la Virgen de La Concepción (patrona de Valverde e histórica patrona de la isla). En cuanto a Arte sacro, también destaca la imagen de procedencia genovesa del Santísimo Cristo a la Columna, considerada la mejor obra barroca de El Hierro, así como la imagen cristológica más venerada de la isla. En la iglesia destaca también la pequeña imagen de San Agustín de Hipona, el histórico patrono de la isla de El Hierro, situado junto al altar mayor.
Bajo el arco de medio punto de este cuerpo central se abre una ventana también de arco de medio punto con vidriera, sobre el que se dispone una cornisa y sobre ella un frontón con arco de tendencia "conopial" con remates de cantería a ambos lados de este. En la parte inferior aparece un banco realizado en piedra y sobre él una cruz de madera pintada sobre un pequeño pedestal. A ambos lados de este cuerpo central, y correspondientes a las naves laterales se abren las dos portadas principales de acceso al recinto. Estas son de arco de medio punto y de doble hoja. Sobre estas y adosado al muro aparece un frontón trilobulado de cantería sobre una cornisa, la cual se apoya sobre unas columnas adosadas con acanaladuras, con se y capitel. A ambos lados de las puertas y en la parte central de este frontón aparecen remates de cantería. En la fachada lateral derecha se abren cuatro vanos bajo arcos de medio punto, una portada de doble hoja también de arco de medio punto y un contrafuerte, que no existía originalmente sino que ha sido añadido posterior con el fin de reforzar la pared. La fachada lateral izquierda posee tres contrafuertes que también han sido añadidos posteriormente. En esta fachada se abren igualmente que en la fachada derecha cuatro ventanas bajo arcos de medio punto. También existe una portada que ha sido tapiada.
El ábside es de planta cuadrada y en él se abre un vano en cada uno de sus lados, también de arco de medio punto. A ambos lados del ábside se encuentran las dos sacristías. La lateral izquierda es de planta cuadrada con cubierta de teja árabe (curva) a tres aguas. Esta sacristía posee una puerta de pequeñas dimensiones y una pequeña ventana que da a la fachada lateral izquierda. La sacristía lateral derecha posee mayor altura que la anterior, su cubierta es de teja francesa (plana) y a cuatro aguas. En el interior las naves se separan por pilares, cada uno de los cuales presenta cuatro columnas adosadas, con base y capitel muy sencillos. En uno de estos pilares se ubica el púlpito de madera al que se accede por una escalinata también de madera, que se adosa a dicho pilar. Estos pilares soportan la cubierta de la iglesia, en cuyo interior es posible contemplar un artesonado de madera de tea de pino, de estilo mudéjar muy sencillo. Tan solo en los tirantes es posible identificar la decoración típica mudéjar; así como en los cuerpos triangulares que rematan la base de los extremos del artesonado.

## Bajada de la Virgen de los Reyes
Cada cuatro años la Virgen de los Reyes, patrona de la isla, baja en romería hasta Valverde tras recorrer la isla de lado a lado. Esta romería popular dura casi un mes. Mientras la virgen está en la capital, permanece en esta Iglesia de Nuestra Señora de la Concepción.

## Galería fotográfica

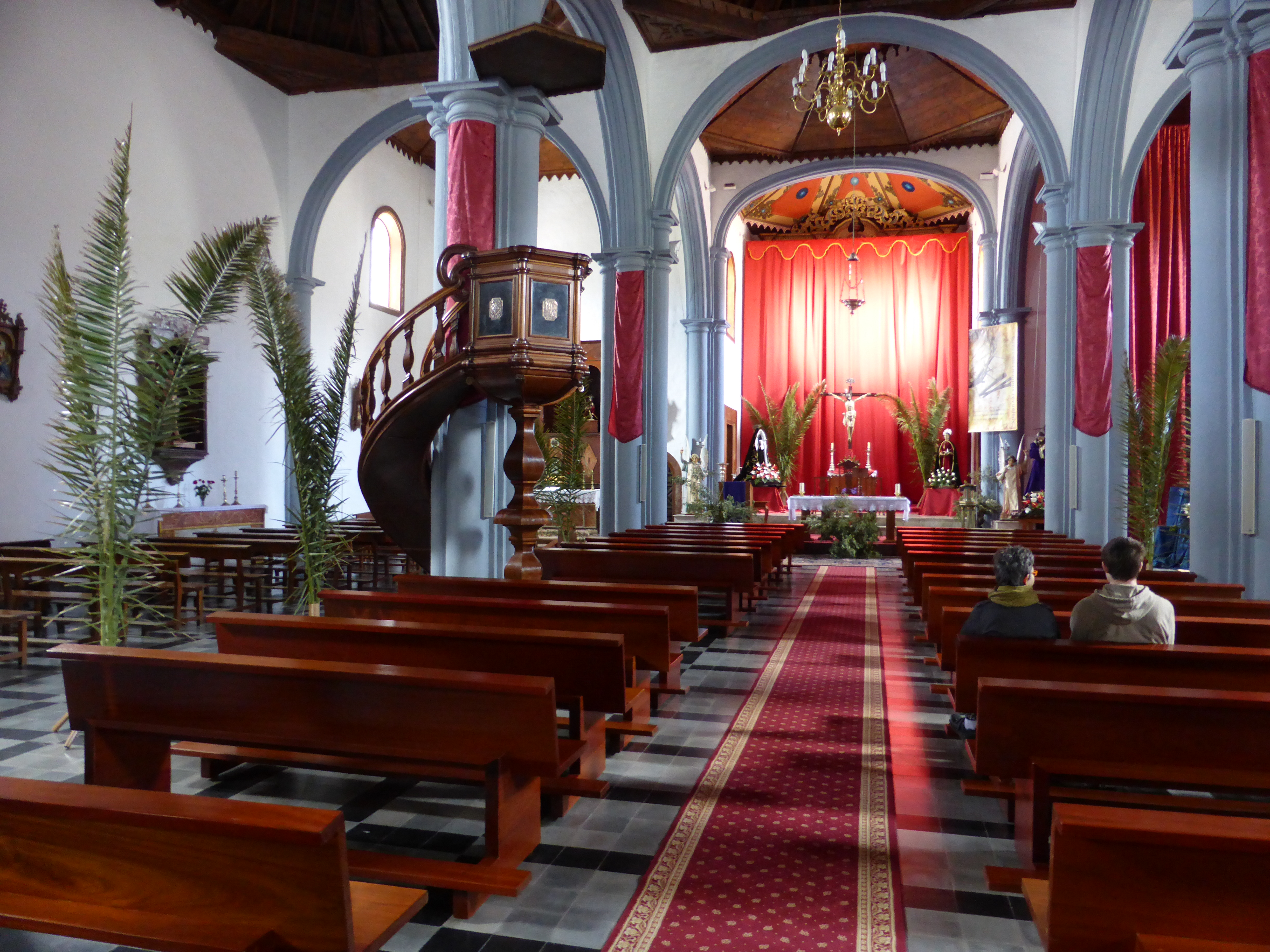
Interior de la iglesia en tiempo litúrgico de Semana Santa, con colgaduras que ocultan los retablos.
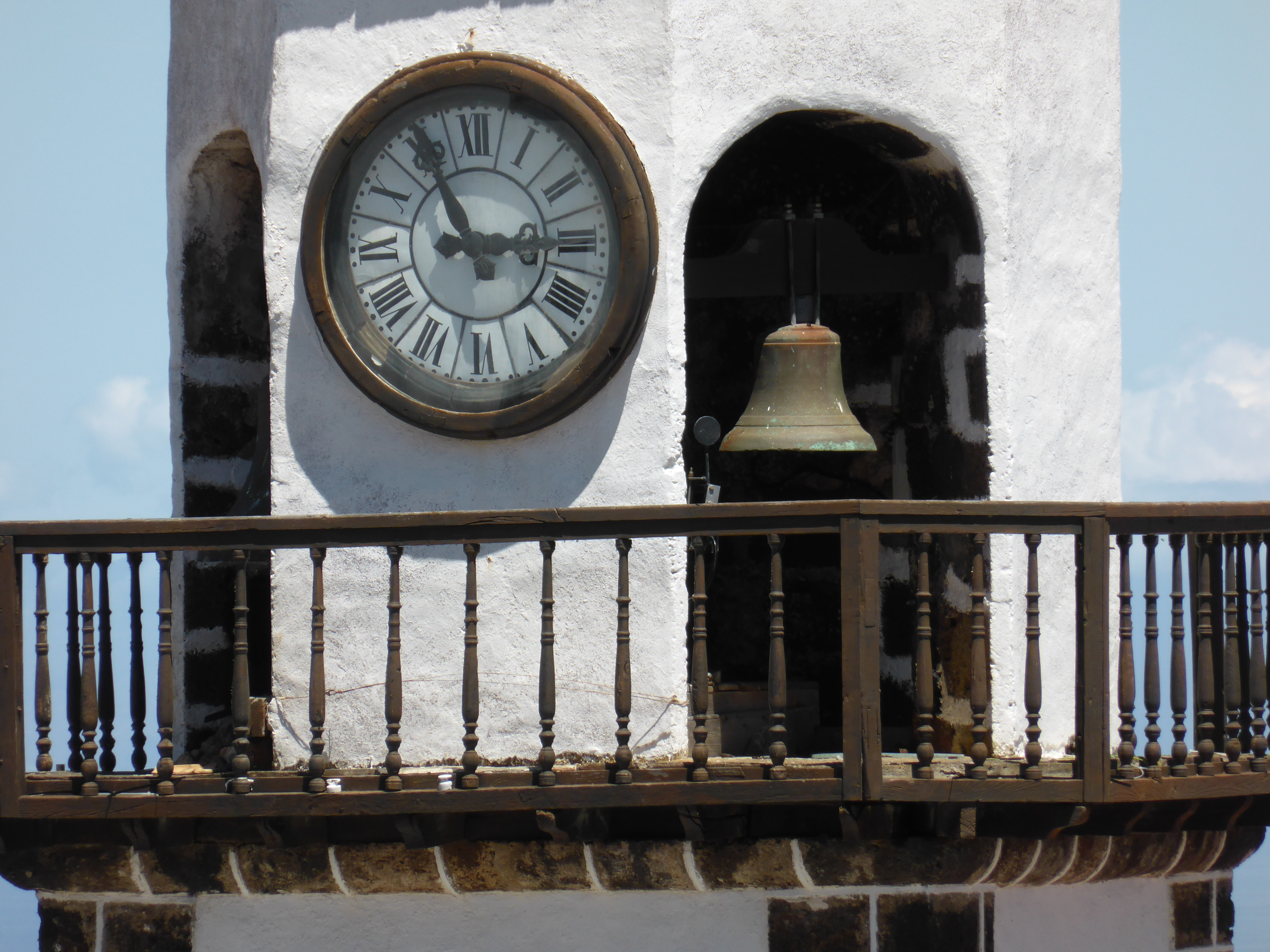
Detalle del campanario de planta octogonal.
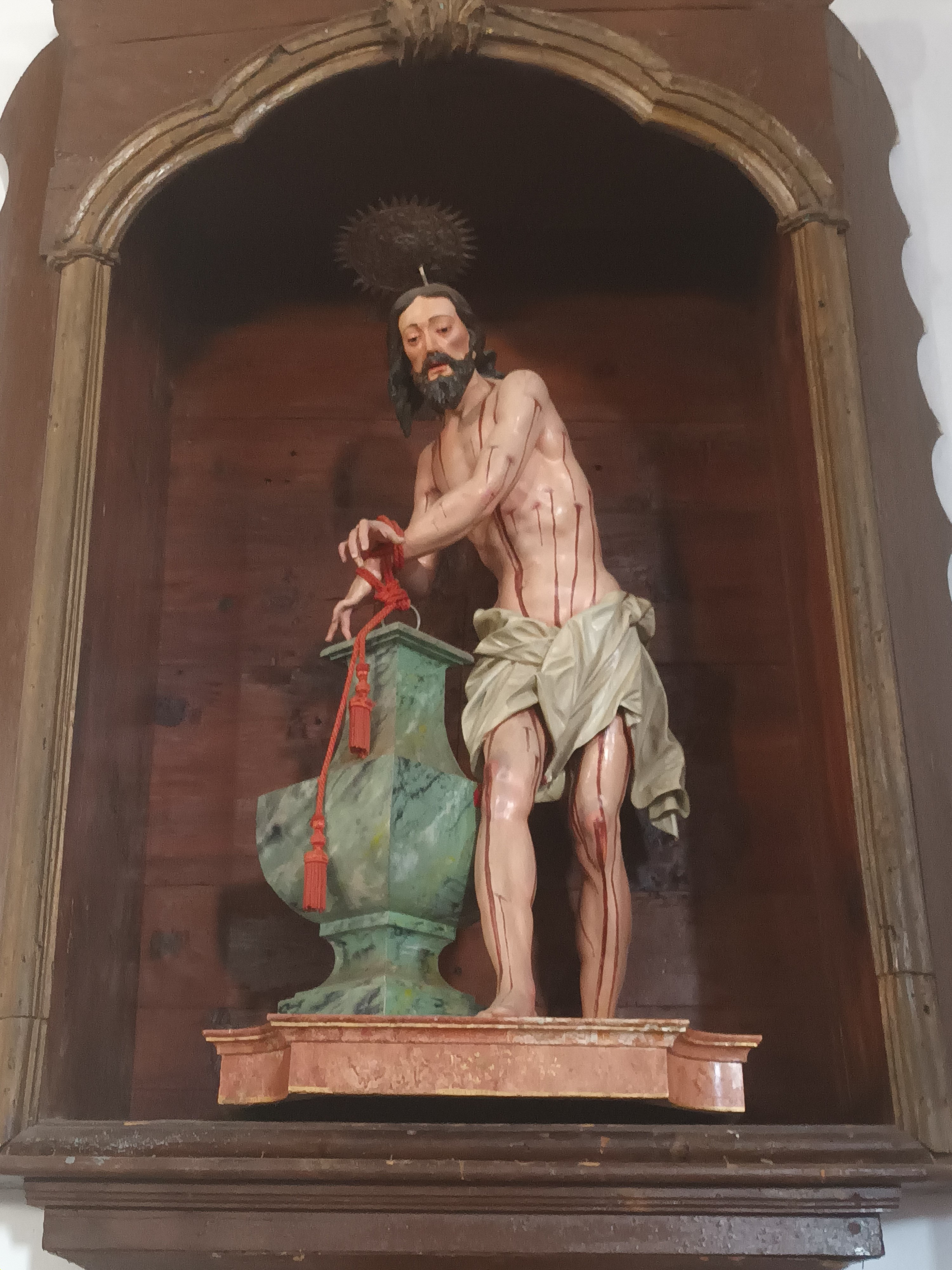
Santísimo Cristo a la Columna, la imagen cristológica más venerada de la isla.
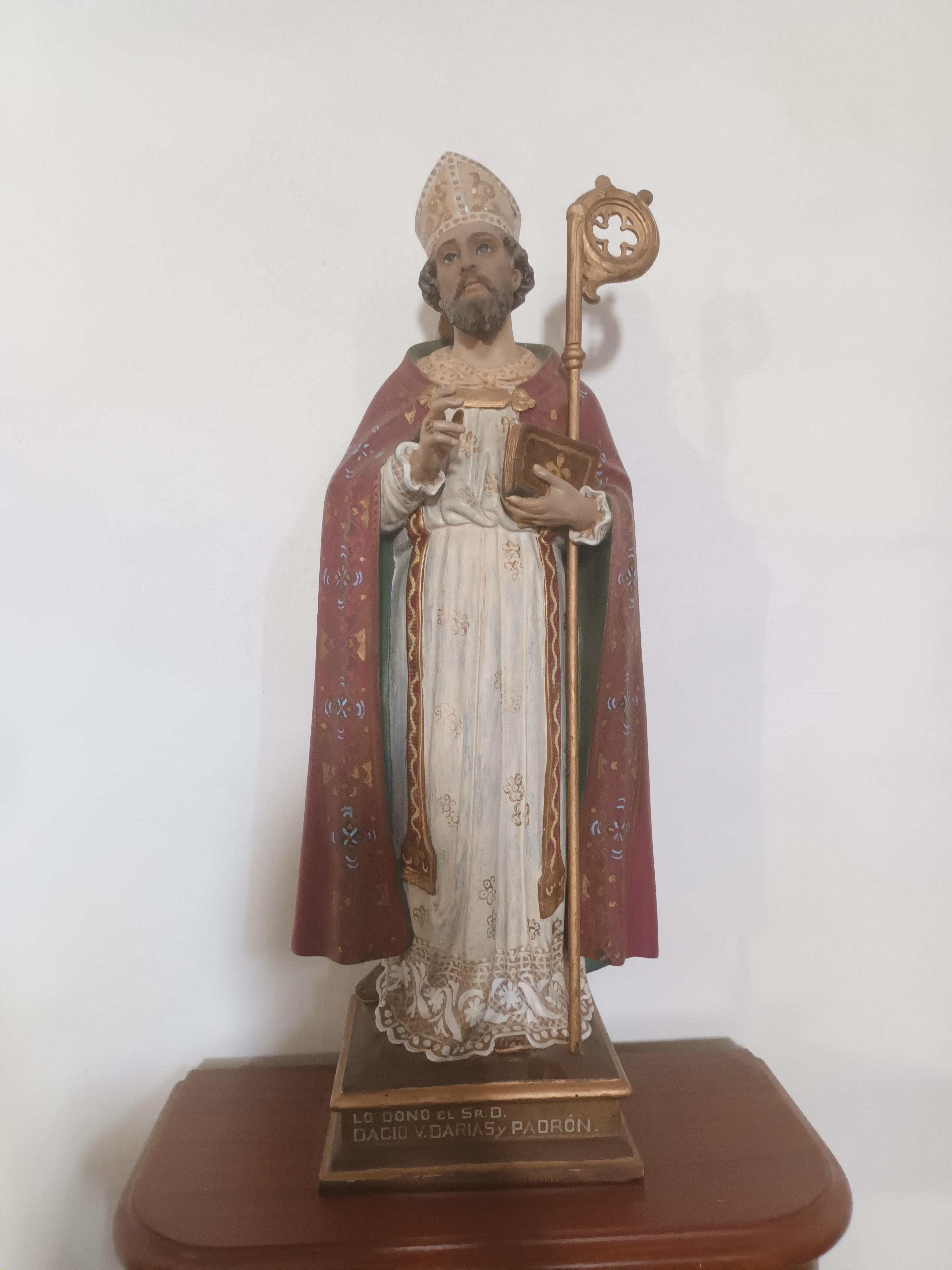
San Agustín de Hipona, patrono de la isla de El Hierro junto a la Virgen de los Reyes. Imagen del santo donada por el investigador herreño Dacio Darias Padrón.